# Хоэнпайсенберг
Хоэнпайсенберг (нем. Hohenpeißenberg) — община в Германии, в земле Бавария. 
Подчиняется административному округу Верхняя Бавария. Входит в состав района Вайльхайм-Шонгау.  Население составляет 3813 человек (на 31 декабря 2010 года). Занимает площадь 20,44 км².